# Annekatrin Hendel
Annekatrin Hendel (* in Ost-Berlin) ist eine deutsche Produzentin, Regisseurin, Drehbuchautorin und Szenenbildnerin.

## Leben
Annekatrin Hendel war nach einem Designstudium ab 1987 als Kostüm- und Szenenbildnerin für Bühne und Film freiberuflich tätig. 1989 wurde sie Mitbegründerin des Berliner Theaters 89. 1999 folgte die erste Kurzfilmregie bei dem Spielfilm Chiquita For Ever. 2004 gründete sie die It Works! Medien GmbH, deren Geschäftsführerin sie seither ist. Für das deutsche Fernsehen produzierte sie kontinuierlich zeitgeschichtliche Dokumentarfilme wie Mit Fantasie gegen den Mangel und Die Fotografin Sibylle Bergemann oder „Alles anders machen – Das kurze Leben der Ost-Taz“.
Seit 2011 führt Annekatrin Hendel auch selbst Regie, so zum Beispiel bei der Dokumentation Flake über Christian „Flake“ Lorenz, den Keyboarder der Band Rammstein, dem Kinodokumentarfilm Vaterlandsverräter über den Schriftsteller Paul Gratzik, der zur Berlinale 2011 erstmals aufgeführt wurde, bei dem Kinodokumentarfilm Anderson über den Lyriker Sascha Anderson, dessen Welturaufführung bei der Berlinale 2014 stattfand, den Dokumentarfilm Fassbinder über Rainer Werner Fassbinder, der 2015 ins Kino und ins Fernsehen kam, Fünf Sterne für den sie 2017 den Heiner-Carow-Preis der Berlinale bekam. 2018 veröffentlichte sie den Dokumentarfilm Familie Brasch, der zum Filmfest München uraufgeführt wurde, ferner 2019 den Dokumentarfilm Schönheit & Vergänglichkeit, über den Berghain-Türsteher und Fotografen Sven Marquardt, für den sie auf der Berlinale 2019 den Heiner-Carow-Preis bekam, und 2021 den Dokumentarfilm Vertreibung ins Paradies.
2021 war sie als Produzentin zum Deutschen Filmpreis für den Dokumentarfilm SPACE DOGS nominiert und 2022 für den österreichischen Filmpreis.
Von 2018 bis 2023 war Annekatrin Hendel im Vorstand der Deutschen Filmakademie.

## Filmografie

### Produktion
- 1999: Chiquita for Ever
- 2001: Star im Off
- 2004: Zur Zeit verstorben (Kurzfilm)
- 2006: Made in GDR
- 2007: AlleAlle
- 2008: 48 Stunden sind ein Tag
- 2008: Mit Fantasie gegen den Mangel
- 2009: Das Einfache das schwer zu machen ist
- 2010: Kornblum
- 2010: Liebe Pauline
- 2010: Mädchen Liebe
- 2011: Die Fotografin Sibylle Bergemann
- 2011: Polly On The Rocks
- 2011: Take a Picture
- 2011: Flake
- 2011: Vaterlandsverräter
- 2012: Henry Maske – Der Gentlemanboxer
- 2013: Zonenmädchen[6]
- 2013: Am Anfang[7]
- 2014: Anderson[8]
- 2015: Fassbinder
- 2015: Das Geheimnis der Digedags
- 2017: Fünf Sterne
- 2017: Über Leben in Demmin
- 2018: Familie Brasch[1]
- 2019: Schönheit & Vergänglichkeit[9]
- 2019: Space Dogs
- 2021: Vertreibung ins Paradies[2]
- 2023: Liebe Angst[10]
- 2023: Das Kombinat[11]
- 2024: Union – Die besten aller Tage[12]
- 2024: Ice Aged

### Regie
- 1999: Chiquita for Ever
- 2001: Star im Off
- 2008: Mit Fantasie gegen den Mangel
- 2011: Flake
- 2011: Vaterlandsverräter
- 2014: Anderson
- 2015: Fassbinder
- 2017: Fünf Sterne
- 2018: Familie Brasch[1]
- 2019: Schönheit & Vergänglichkeit
- 2021: Vertreibung ins Paradies[2]
- 2024: Union – Die besten aller Tage[13]

### Drehbuch
- 2001: Star im Off
- 2008: Mit Fantasie gegen den Mangel
- 2011: Flake
- 2011: Vaterlandsverräter
- 2014: Anderson
- 2015: Fassbinder
- 2017: Fünf Sterne
- 2018: Familie Brasch[1]
- 2019: Schönheit & Vergänglichkeit
- 2021: Vertreibung ins Paradies[2]

### Szenenbild
- 2000: Drei Stern Rot

### Kostümbild
- 1994 Die Vergebung

## Theater, Bühne und Kostüme
- 1988: Michael Frayn Der nackte Wahnsinn Kleine Bühne Das Ei, Regie Hans-Joachim Frank
- 1990: Georg Büchner Woyzeck, theater 89, Regie Hans-Joachim Frank
- 1991: William Shakespeare Romeo und Julia theater 89, Regie Hans-Joachim Frank
- 1991: Samuel Beckett Warten auf Godot, theater 89, Regie Gabriele Heinz
- 1992: Alfred Jarry/Jürgen Holtz König Kacke, Kleine Bühne Das Ei, Regie Hans-Joachim Frank
- 1992: Georg Seidel Kondensmilchpanorama, theater 89, Regie Hans-Joachim Frank
- 1992: Georg Seidel In seiner Freizeit las der Angeklagte Märchen, theater 89, Regie Hans-Joachim Frank
- 1992: Oliver Bukowski Das Lachen und Streicheln des Kopfes, theater 89, Regie Hans-Joachim Frank
- 1993: Oliver Bukowski Burnouttheater 89k
- 1993: Oliver Bukowski Londn-LÄ._Lübbenau, theater 89, Regie Hans-Joachim Frank
- 1994: Jakob Michael Reinhold Lenz/Christoph Hein Der neue Menoza, theater 89, Regie Hans-Joachim Frank
- 1994: Oliver Bukowski Ob so oder so, Kleisttheater Potsdam
- 1995: Alfred Matusche Der Regenwettermann, theater 89, Regie Hans-Joachim Frank
- 1996: Alfred Matusche Welche von den Frauen Theater am Halleschen Ufer, Regie Hans-Joachim Frank
- 1996: Wie werde ich reich und glücklich, Komödie am Kurfürstendamm, Regie Martin Wölffer
- 1997: Oliver Bukowski Goodbye Lucie hello Lucie, theater 89, Regie Hans-Joachim Frank
- 1997: Johannes Bobrowski/Paul Gratzik Litauische Claviere, theater 89, Regie Hans-Joachim Frank
- 1997: Wladimir Majakowski/Heiner Müller Wladimir Majakowski Tragödie, theater 89, Regie Gabriele Heinz
- 1998: Oliver Bukowski Nichts Schöneres, theater 89, Regie Oliver Bukowski
- 1998: Die neuen Leiden des jungen W. Staatstheater Schwedt
- 1998: Bertolt Brecht Die Mutter, theater 89, Regie Hans-Joachim Frank
- 1999: Oliver Bukowski Gäste, theater 89, Regie Hans-Joachim Frank
- 1999: Marie Luise Fleißer Der Tiefseefisch, theater 89, Regie Gabriele Heinz
- 1999: Christoph Hein Bruch, theater 89, Regie Hans-Joachim Frank
- 2000: Melanie Gieschen Gnadenlos, theater 89, Regie Hans-Joachim Frank
- 2000: Katharina Gericke Maienschlager, theater 89, Regie Hans-Joachim Frank
- 2001: Oliver Bukowski It Works!,theater 89, Regie Hans-Joachim Frank
- 2001: Bertolt Brecht Furcht und Elend des dritten Reiches, theater 89, Regie Hans-Joachim Frank
- 2001: Ödön von Horváth Ein Kind unserer Zeit, theater 89, Regie Hans-Joachim Frank
- 2002: Martin McDonagh Die Beauty Queen von Leenane, theater 89, Regie Hans-Joachim Frank
- 2002: Brüder Grimm/Jörg Mihan/Hans-Joachim Frank Bruder Lustig, theater 89, Regie Hans-Joachim Frank
- 2002: Melanie Gieschen Die Abzocker Regie Johanna Schall, theater 89, Regie Hans-Joachim Frank
- 2003: Martin McDonagh Der Krüppel von Inishmaan, theater 89, Regie Hans-Joachim Frank
- 2002: Erich Kästner Fabian Theater am Kurfürstendamm
- 2003: Michael Frayn Kopenhagen, theater 89, Regie Hans-Joachim Frank
- 2003: Susanne Freund/Florian Flicker Der Überfall, Staatstheater Rostock, Regie Hans-Joachim Frank
- 2004: Theodor Fontane/Jörg Mihan/Hans-Joachim Frank Effi Briest, theater 89, Regie Hans-Joachim Frank
- 2004: Hans Jakob Christoffel von Grimmelshausen/Paul Gratzik Der abenteuerliche Simpicissimus, Neue Bühne Senftenberg
- 2004: Rolf Hochhuth Effis Nacht, theater 89, Regie Hans-Joachim Frank
- 2004: Jens Hollwedel Wie ein junger Gott, theater 89, Regie Hans-Joachim Frank
- 2006: Ralf-G. Krolkiewicz Sonst ist alles wie immer, theater 89, Regie Hans-Joachim Frank
- 2007: Ralf-G. Krolkiewicz Herbertshof, theater 89, Regie Hans-Joachim Frank
- 2009: Oliver Bukowski Steinkes Rettung, theater 89, Regie Hans-Joachim Frank
- 2010: Ödön von Horváth Jugend ohne Gott, theater 89, Regie Hans-Joachim Frank
- 2010: Ralf-G. Krolkiewicz Hafthaus, theater 89, Regie Hans-Joachim Frank

## Auszeichnungen
- 2004: Nominierung Deutscher Filmpreis für Zur Zeit verstorben
- 2005: Studio Babelsberg Produzentenpreis beim Festival „Achtung Berlin“ für AlleAlle
- 2011: Regiepreis beim Dokumentarfilmfestival Augenweide für Vaterlandsverräter
- 2011: Friedensfilmpreis auf dem FilmFest Osnabrück für Vaterlandsverräter
- 2012: Grimme-Preis für die Produktion Mein Leben – Die Fotografin Sibylle Bergemann
- 2012: Publikumspreis beim 9. Neiße-Filmfestival im Dreiländereck für Vaterlandsverräter
- 2012: Perspektive-Preis der 62. Berlinale Made in Germany
- 2013: Der Dokumentarfilm Vaterlandsverräter gewann 2013 den Grimme-Preis in der Kategorie „Information und Kultur“[14]
- 2017: Heiner Carow-Preis der DEFA-Stiftung für den Dokumentarfilm Fünf Sterne Berlinale Panorama 2017[15]
- 2019: Heiner Carow-Preis der DEFA-Stiftung für den Dokumentarfilm Schönheit & Vergänglichkeit Berlinale Panorama 2019.[16]
- 2021[17] nominiert zum Deutschen Filmpreis 2021 für SPACE DOGS in der Kategorie Dokumentarfilm

## Sekundärliteratur
- Jan N. Lorenzen: Zeitgeschichte im Fernsehen. Theorie und Praxis historischer Dokumentationen. Springer VS Fachmedien, Wiesbaden 2015, ISBN 978-3-658-09943-5, S. 57.